# Oliarus siporiensis
Oliarus siporiensis är en insektsart som först beskrevs av Frederick Arthur Godfrey Muir 1926.  Oliarus siporiensis ingår i släktet Oliarus och familjen kilstritar. Inga underarter finns listade i Catalogue of Life.